# Сестре по фармеркама
Сестре по фармеркама (енгл. The Sisterhood of the Traveling Pants) роман је америчке књижевнице Ен Брашерс. Роман је објављен 2001. године. Прича прати четири пријатељице - Кармен, Лену, Бриџит и Тиби - и њихове доживљаје првог лета које проводе одвојено. 

## Прича
Лена, Кармен, Тиби и Бриџит најбоље су другарице, а живе у Вашингтону DC. Њихове мајке су заједно похађале часове аеробика за труднице. Оне су биле септембарска група и почеле су да друже. То је била необична дружина: Ленина мајка, амбициозна Гркиња, која сама себи плаћа школу за социјалне раднике; Тибина мајка, млада радикалка; Бриџитина мајка, богаташица-скоројевићка из Алабаме; и Карменина мајка, Порториканка у климавом браку. Прво се родила Лена, затим Бриџит, па Тиби, па Кармен. И после порођаја, њихове мајке су наставиле да се друже. Али, када је Бриџитина мајка умрла од депресије, остале три су прекинуле своје дружење, као да међу њима постоји нека тајна. Ипак, девојчице нису прекидале своје пријатељство.
Кармен и Лена ишле су у обичну државну школу, Бриџит у приватну школу, а Тиби у откачену школу Загрљај, где деца, уместо на столицама, седе на пуњеним џаковима, и где нема никаквог оцењивања. Ипак, девојке су по сваки дан успевале да проведу неколико сати заједно, а викендима се нису раздвајале. И оне су биле прилично необична екипица: лепотица Лена, атлета Бриџит, бунтовница Тиби, и Кармен, која за себе каже да је прзница и она која највише брине да оне остану на окупу.
Девојке је требало да проведу своје прво лето раздвојене. Лена и њена млађа сестра Ефи ишле су код бабе и деде у Грчку, Кармен код свог оца у Јужну Каролину, Бриџит у фудбалски камп Баја Калифорнија, а Тиби је остајала код куће. Последњег поподнева које су проводиле заједно, Тиби је приметила једне Карменине фармерке и рекла да их жели. Након што су све пробале фармерке и виделе да свима савршено стоје, основале су Сестринство. Од те вечери, оне су Сестре по Фармеркама. Главна правила су да свака носи Фармерке две недеље, а онда их пошаље следећој. Прво их је узела Лена, па Тиби, па Кармен, па Бриџит, а онда обрнуто.

## Филм (2005)

### Улоге
- Амбер Тамблин као Тиби
- Америка Ферера као Кармен
- Блејк Лајвли као Бриџет
- Алексис Бледел као Лeна